# Christian Poirier
Pour les articles homonymes, voir Poirier.
Christian Poirier (né le 6 décembre 1954 à Château-Gontier) est un coureur cycliste français, professionnel de 1977 à 1980,.
Son beau-frère André Corbeau a également été cycliste professionnel. 

## Palmarès

### Amateur
- 1971-1976
  - Amateur : 35 victoires
- 1976
  - Coupe des espoirs Poitou-Charentes
  - Une étape du Tour du Béarn
  - 2e du Tour du Loir-et-Cher
  - 2e du Tour du Béarn
- 1981
  - Limoges-Saint-Léonard-Limoges
  - Grand Prix d'Oradour-sur-Vayres
  - 2e du Circuit des Deux Ponts
- 1982
  - Jard-Les Herbiers
  - Circuit des Deux Ponts
  - 3e du Grand Prix d'Oradour-sur-Vayres
  - 3e du Grand Prix de Névez

### Professionnel
- 1977
  - 3e de Paris-Bourges
  - 3e du Circuit du Cher

## Résultats sur les grands tours

### Tour de France
1 participation
- 1979 : abandon (16e étape)